# Luise Kloos

Luise Kloos (2022)

Luise Kloos (* 1. Juni 1955  in Judenburg) ist eine österreichische bildende Künstlerin, Ausstellungsgestalterin und Kulturvermittlerin. Sie arbeitet in den Bereichen Malerei, Zeichnung, Fotografie, Grafik, Installation, Performance und Kunstvermittlung. Kloos ist Gründerin des Grazer Kunstvereins „next – Verein für zeitgenössische Kunst“ und war an zahlreichen internationalen Projekten beteiligt. Ein zentrales Thema ihrer künstlerischen Arbeit ist die visuelle Auseinandersetzung mit Poesie, insbesondere mit den Gedichten von Christine Lavant.

## Leben und Werk
Nach einem abgeschlossenen Studium der Pädagogik an der Karl-Franzens-Universität Graz sowie Studien an der TU Graz und der Akademie der bildenden Künste Wien gründete Luise Kloos 1995 den Verein next – Verein für zeitgenössische Kunst. Ihr künstlerischer Zugang ist interdisziplinär, wobei die Künstlerin  ihre Arbeiten häufig aufgrund der sich ihr bietenden Räume oder Situationen entwickelt. Unter anderem realisierte sie 2003, unter großer internationaler Resonanz, im Yeshiva University Museum in New York eine Glasfaserinstallation. 2015 wurde sie nach Zagreb eingeladen, wo sie eine großräumige Installation zum Internationalen Holocaust-Gedenktag im Mestrović-Pavillon schuf.
Seit 2015 arbeitet Kloos intensiv an einer bildnerischen Umsetzung der Lyrik von Christine Lavant. Ihre visuelle Interpretation einzelner Gedichte mündete 2024 in der Publikation „ABER-SINN“ bei edition keiper, die acht Buchobjekte umfasst. Dazu fanden Ausstellungen in Millstatt (Kongresshaus und Alte Schule) statt.

## Kunst und Kulturvermittlung
Kloos konzipiert und leitet seit vielen Jahren internationale Artist-in-Residence-Projekte, darunter Staring at the Sea (Irland) und MYTHOS ERZ (Vordernberg).
Seit 2015 betreut sie zudem das Erasmus+-Projekt „Artists for Art Education“, das kroatische Kunststudierende mit österreichischen Künstler:innen vernetzt.
Kloos ist auch als Kuratorin tätig – etwa bei österreichischen Beiträgen zur kroatischen Biennale – und hielt Lehraufträge u. a. an der Kunstakademie Bad Reichenhall, der FH Joanneum und Universitäten in Indien und Kroatien.
Seit 2022 betreibt Luise Kloos den wöchentlichen Podcast "Zeichenimpulse", in dem sie Grundlagen des Zeichnens vermittelt.

## Auszeichnungen (Auswahl)
- 1999: Österreichischer Kinder- und Jugendliteraturpreis (Sachbuch)[7][11]
- 2009: Großer Josef-Krainer-Preis[7][12][13][14]
- 2015: Maecenas Steiermark Hauptpreis für „One Two Extended“[7]
- 2022: Großes Ehrenzeichen des Landes Steiermark[7][15][16]

## Engagement
- Europäisches Kulturparlament (seit 2003)[17]
- Präsidentin der Künstlergruppe 77 (2011–2014)[18]
- Kulturbeirat der Stadt Graz (2004–2012)[19][20][21]
- Aufsichtsratsvorsitzende Grazer Kindermuseum (2009–2022)[21]

## Publikationen (Auswahl)
- Art for Social Transformation in the Intercultural Dialogue in Europe (2009)[22]
- citybooks graz (2012)[22]
- Sold Out – Antipropaganda (2018)[22]
- ABER-SINN (2025)[22][3]